# 퍌코난

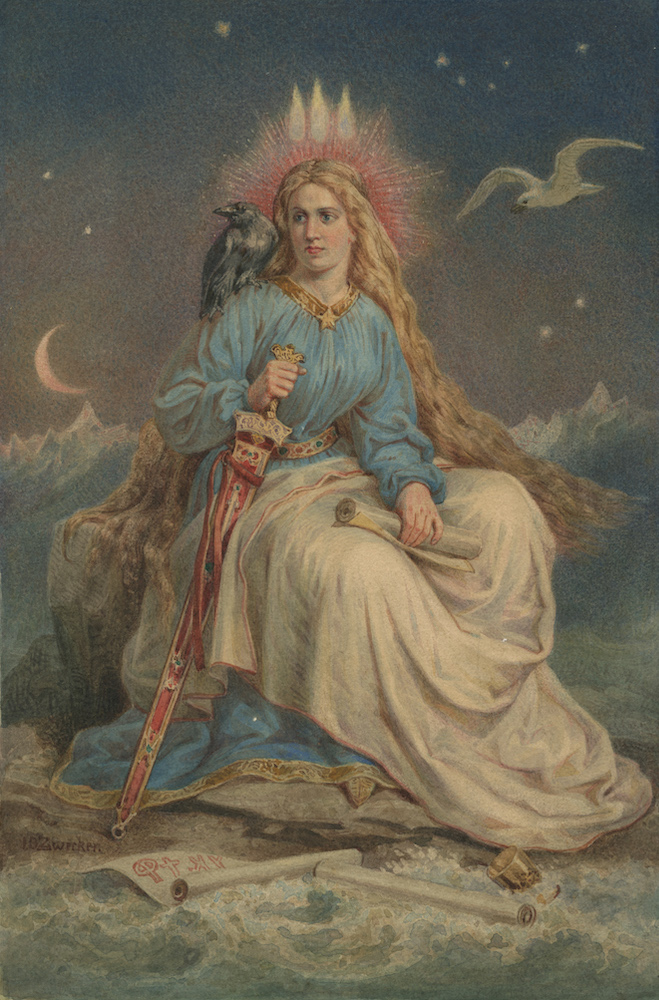

팔코난(아이슬란드어: fjallkonan→산[山]의 여인)은 아이슬란드의 여성 의인화다.